# Consuelo González Amezcua
Consuelo González Amezcua (* 13. Juni 1903 in Piedras Negras, Mexiko; † 23. Juni 1975 in Del Rio, Texas) war eine mexikanisch-US-amerikanische Dichterin und Künstlerin der Art brut.

## Leben
Consuelo González Amezcua, genannt Chelo, war das dritte von sechs Kindern des Lehrerehepaares Jesús González Galván und Julia Amezcua Saenz. Sie hatte vier Brüder, ihrer Schwester Zaré stand sie besonders nahe. Trotz ihrer bescheidenen Mittel legten die Eltern großen Wert auf die Bildung ihrer Kinder. 1913 wanderte die Familie nach Del Rio in Texas aus. Amezcua besuchte sechs Jahre lang die Schule, die spanischsprechende Kinder auch in Englisch unterrichtete. Im Gegensatz zu ihren Geschwistern lehnte sie eine weitere Schulausbildung ab und erhielt nie eine formale Kunstausbildung. 1930 erhielt sie von der mexikanischen Regierung ein Stipendium für die Academia de San Carlos in Mexiko-Stadt, das sie jedoch nach dem unerwarteten Tod ihres Vaters ablehnte und stattdessen als Angestellte in einem Kaufhaus in Del Rio zu arbeiten begann, wo sie den Rest ihres Lebens verbrachte. In ihrer Freizeit widmete sie sich ihren Zeichnungen und Gedichten. In den Sommern reiste sie durch ganz Mexiko, um sich künstlerisch inspirieren zu lassen. Sie heiratete nie und lebte nach dem Tod der Mutter mit ihrer Schwester im Haus der Familie.
Schon als Kind komponierte Amezcua Lieder für sich selbst und zeichnete. Sie spielte mehrere Instrumente, verfasste Gedichte und stellte ein Buch mit ihren Versen mit dem Titel „Cantares y Poemas“ zusammen. Ihre Gedichte behandelten Themen wie das Leben von Freunden und Familienmitgliedern, ihren Glauben an Religion und Menschlichkeit und das Chicano Movement. In Mexiko gewann sie Preise für ihre Gedichte, aber erst ab 1968 wurde auch ihr zeichnerisches Werk anerkannt. 1975 verstarb sie im Alter von 72 Jahren.

## Werk
Amezcua bezeichnete ihre Kunst selbst als „filigree art“. Sie schuf komplexe Illustrationen und von 1956 bis 1964 schnitzte sie kunstvolle Motive aus Muschelgestein von den Ufern des Pecos River, eine Tätigkeit, die sie wegen Atemwegsproblemen wieder aufgab. Danach fertigte sie mit Kugelschreibern auf Papier oder Karton komplizierte Zeichnungen aus dekorativen, komplexen, sich wiederholenden Mustern aus feinen Linien, deren Fertigstellung bis zu einem Monat dauerte. Anfänglich verwendete sie schwarze Filzstifte auf weißem Grund, gelegentlich fügte sie farbige Tinten hinzu. Später versuchte sie es mit anderen Arten von Tusche und Stiften, die ihr jedoch nicht zusagten. In den letzten fünf Jahren ihres Lebens nahm sie Buntstifte und Filzstifte in ihr Repertoire auf und verwendete Bleistift, um subtile Schattierungen zu erzeugen.
Ihre Themen schöpfte sie aus mexikanischen Mythen sowie der präkolumbianischen Geschichte. Sie stellte Götter, Musen, biblische Frauengestalten und königliche Persönlichkeiten wie Kleopatra und König Nezahualcóyotl dar. „Vögel, Blumen, phantasievolle Architekturen, Sternenhimmel, Hände und schöne Frauen waren ihre Lieblingsmotive, entweder als Sujets oder als Hintergrund für Werke mit historischen oder philosophischen Themen“. González fügte oft ihre Gedichte in die Zeichnungen ein, die zeitgleich entstanden und schrieb persönliche Gedanken oder Erklärungen auf die Rückseite jedes Werks.

## Ausstellungen (Auswahl)
- 2023: Material Witness: Folk and Self-Taught Artists at Work. American Folk Art Museum, New York[8]
- 2016: Galleries for Folk and Self-Taught Art. Smithsonian American Art Museum[9]
- 2013: “Great and Mighty Things”: Outsider Art from the Jill and Sheldon Bonovitz Collection. Philadelphia Museum of Art[10]
- 2010: Perspectives: Forming the Figure. American Folk Art Museum, New York[11]
- 2008: In the Atrium: Recent Gifts to the Collection. American Folk Art Museum, New York[12]
- 1992/1993: verschiedene texanischen Museen, organisiert durch den Del Rio Council for the Arts
- 1991: McNay Art Museum, San Antonio
- 1991: mehrere Galerien in New York City
- 1988: Bronx Museum of Art, New York
- 1973: Trinity University, San Antonio
- 1970: Wilson Memorial Art Center, Beaumont, Texas
- 1969: Springfield, Massachusetts
- 1968: HemisFair '68, San Antonio
- 1968: Nuevo León, Monterrey,
- 1968: McNay Art Museum, San Antonio[4]

Arbeiten von ihr befinden sich unter anderem im Whitehead Memorial Museum in Del Rio, dem American Folk Art Museum in New York, dem Smithsonian American Art Museum, dem McNay Art Museum und in zahlreichen Privatsammlungen.